# Eberhard von Claer (General)

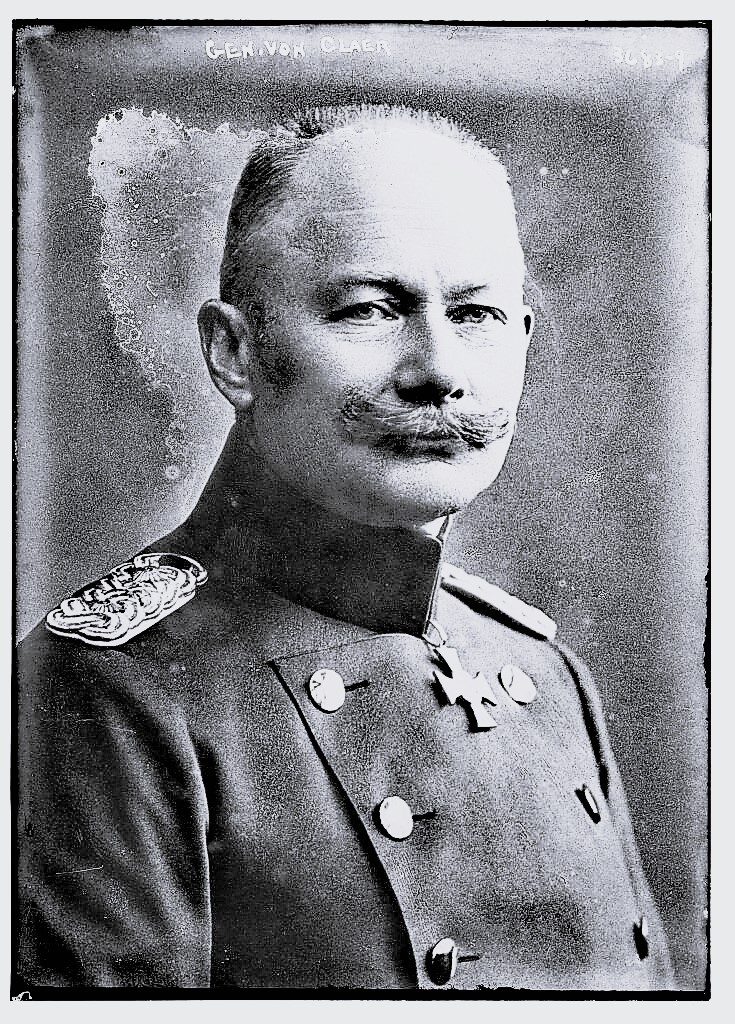
Eberhard von Claer ca. 1915

Eberhard Gabriel Laurenz von Claer (* 9. August 1856 in Lüben; † 28. April 1945 in Langensalza) war ein preußischer General der Infanterie im Ersten Weltkrieg.

## Leben

### Herkunft
Er entstammte ursprünglich dem Hugenotteschen Adelsgeschlecht de Clair und war der Sohn des späteren preußischen Generalleutnants Otto de Claer (1827–1909) und dessen Ehefrau Maria, geborene Spitz (1834–1895). Sie war die Tochter des Hofrates und Quästor an der Universität Bonn Joseph Andreas Spitz.
Mit der Genehmigung vom 28. April 1882 erhielt die Familie die Erlaubnis statt wie bisher de Claer den Namen von Claer zu führen.

### Militärlaufbahn
Claer trat am 19. April 1873 aus dem Kadettenkorps kommend als Sekondeleutnant, das Patent erhielt er am 9. August, in das Garde-Füsilier-Regiment der Preußischen Armee in Berlin ein. Vom 2. Juni 1877 bis zum 1. August 1879 war er Bataillonsadjutant. Die Kriegsakademie besuchte er vom 1. Oktober 1879 bis zum 16. Juli 1882. In diesem Zeitraum war er vom 1. Juli bis zum 30. September 1880 zur Dienstleistung beim 1. Schlesischen Dragoner-Regiment Nr. 4 in Lüben, vom 23. Juli bis zum 30. September 1881 beim 1. Pommerschen Feldartillerie-Regiment Nr. 2 in Stettin kommandiert und wurde am 13. Mai 1882 zum Premierleutnant befördert. Am 15. April wurde er ab dem 1. Mai 1884 zur Dienstleistung für zunächst ein Jahr beim Großen Generalstab kommandiert und dann auf ein weiteres Jahr verlängert. Von dem Kommando wurde Claer am 17. April 1886 entbunden und am 22. Februar 1887 à la suite seines Regiments als Adjutant zur 3. Garde-Infanterie-Brigade nach Berlin kommandiert. Mit seiner Beförderung zum Hauptmann wurde er am 22. Juni 1888 von seinem Kommando entbunden, in sein Regiment wieder einrangiert und zum Kompaniechef ernannt. Zur Dienstleistung beim Kriegsministerium wurde Claer am 26. Februar 1891 kommandiert. Unter Stellung à la suite seines Regiments und Belassung in seinem Kommando wurde er am 22. März 1891 zum Adjutant des Generalkommandos des Gardekorps ernannt. Von diesem Kommando entbunden und ins Kriegsministerium versetzt wurde er am 25. März 1893 und am 19. Dezember desselben Jahres zum Major befördert.

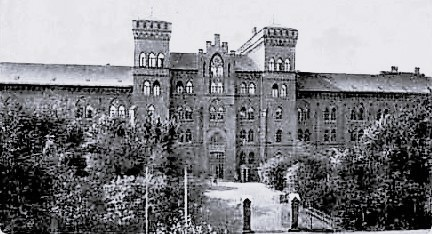
Lübecker Kaserne

Zum Kommandeur des IV. (Halb-)Bataillons im 2. Hanseatischen Infanterie-Regiment Nr. 76 ernannt, wurde er am 18. August 1894 nach Hamburg versetzt. Das Kommando des III. Bataillons in Lübeck wurde ihm am 18. Juni 1895 übertragen. In das anlässlich der Heeresvermehrung am 1. April 1897 neu formierte 3. Hanseatisch Infanterie-Regiment Nr. 162 wurde er am 22. März 1897 versetzt und zum Kommandeur des II. Bataillons ernannt. Das Lübeckische Bataillon der 76er wurde in eines der 162er gewandelt. Das nun nur in Hamburg stationierte Regiment erhielt zeitgleich sein neues III. Bataillon aus der Zusammenlegung seines IV. Halbbataillones mit dem des 1. Hanseatischen Infanterie-Regiments Nr. 75 aus Bremen.
Nach Ratzeburg wurde Claer am 21. April 1898 als Kommandeur des Lauenburgischen Jäger-Bataillons Nr. 9 zur militärisch ranghöchsten Person des Ortes ernannt. Zum Stabe des Königin Elisabeth Garde-Grenadier-Regiments Nr. 3 nach Charlottenburg wurde er am 30. Juni versetzt und am 22. Juli 1900 zum Oberstleutnant befördert. Vom 24. Juni bis zum 8. August 1901 wurde er zum Aushebungsgeschäft der 79. Infanterie-Brigade nach Paderborn abkommandiert. 1902 zum Oberst befördert wurde er im Folgejahr zum Kommandeur des Garde-Grenadier-Regiments Nr. 5 in Spandau ernannt.
Am 26. Februar 1907 wurde er Kommandeur der 11. Infanterie-Brigade in Brandenburg und im folgenden Monat, am 22. März zum Generalmajor befördert. Am 22. März 1910 avancierte er zum Generalleutnant und ersetzte General Karl von Plettenberg am 12. April als Kommandeur der 22. Division in Kassel. Schließlich ersetzte er am 13. Juni 1911 General von Oertzen als Kommandeur der 11. Division in Breslau. Am 4. Januar 1913 zum Chef des Ingenieur- und Pionierkorps und Generalinspekteur der Festungen ernannt, folgte am 22. März 1914 seine Beförderung zum General der Infanterie.
Mit der Mobilmachung des Ersten Weltkriegs ging Claer als General der Ingenieure und Pioniere ins Große Hauptquartier. Am 25. August 1914 wurde er mit der Führung des neuaufzustellenden XXIV. Reserve-Korps beauftragt, bevor er am 12. September 1914 zum Kommandierenden General des VII. Armee-Korps (auch Westfälisches Korps) ernannt wurde. Zu jener Zeit kämpfte es am rechten Flügel der 2. Armee auf den Höhen östlich des Aisne-Marne-Kanals. Anfang Oktober kämpfte es bei Arras im Verband der 6. Armee des bayerischen Kronprinzen. Während der Frühjahrsschlacht bei La Bassée und Arras wurde Claer am 29. Juni 1915 abberufen, um in seine erste Stellung ins Große Hauptquartier zurückzukehren.
Zeitgleich verlieh ihm Kaiser Wilhelm II. in Anerkennung seiner Verdienste den Orden Pour le Mérite. Die ihm im Großen Hauptquartier zugedachte Aufgabe veranlasste ihn dazu, sein Abschiedsgesuch einzureichen. Diesem wurde am 3. Juli 1916 entsprochen und Claer à la suite des Garde-Grenadier-Regiments Nr. 5 gestellt.

### Familie

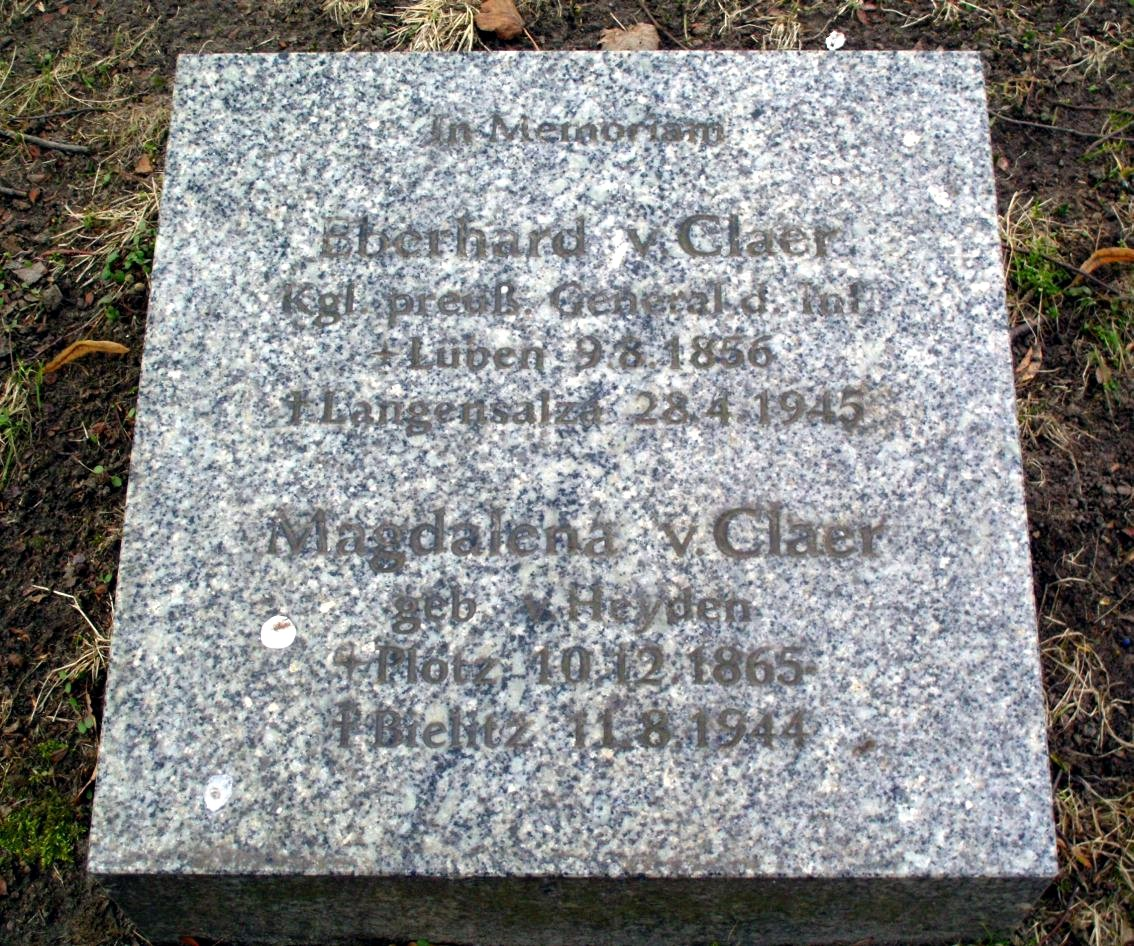
Restitutionsgrabstein für Eberhard und Magdalena von Claer auf dem Invalidenfriedhof Berlin (Zustand 2013)

Claer hatte sich am 27. Dezember 1885 in Dresden mit Magdalena von Heyden (1865–1944) verheiratet. Aus der Ehe gingen folgende Kinder hervor:
- Erna (* 1886)
- Otto (* 1887)
- Bernhard (1888–1953), deutscher Generalleutnant
- Wichard (1890–1914), gefallen bei Lüttich als preußischer Leutnant im Infanterie-Regiment „von Wittich“ (3. Kurhessisches) Nr. 83
- Helmut (1895–1914), gefallen bei La Normeé als preußischer Leutnant im Königin Elisabeth Garde-Grenadier-Regiment Nr. 3
- Maria (1896–1904)

Eberhard von Claer wurde an der Seite seiner Frau auf dem Invalidenfriedhof Berlin beigesetzt. Das nach dem Krieg zerstörte Grab wurde nach 1989 mit einem Restitutionsstein gekennzeichnet.

## Auszeichnungen
- Roter Adlerorden II. Klasse mit Stern und Eichenlaub[2]
- Kronenorden I. Klasse[2]
- Preußisches Dienstauszeichnungskreuz[2]
- Bayerischer Militärverdienstorden I. Klasse[2]
- Offizier des Albrechts-Ordens[2]
- Komtur des Persischen Löwen- und Sonnenordens[2]
- Eisernes Kreuz (1914) II. und I. Klasse